# باريدي تومبوروس
باريدي تومبوروس (بالإيطالية: Paride Tumburus)‏ (مواليد 8 مارس 1939) هو لاعب كرة قدم. يلعب مع منتخب إيطاليا لكرة القدم. سبق له أن لعب في كأس العالم لكرة القدم مع منتخب بلاده.

## روابط خارجية
- باريدي تومبوروس على موقع الاتحاد الدولي (مؤرشف)  (الإنجليزية)
- باريدي تومبوروس على موقع قاعدة بيانات كرة القدم.إي يو (الإنجليزية)
- باريدي تومبوروس على موقع بيانات كرة القدم. دي إي (الألمانية)
- باريدي تومبوروس على موقع ناشيونال فوتبول تيمز (الإنجليزية)
- باريدي تومبوروس على موقع عالم كرة القدم.نت (الإنجليزية)
- باريدي تومبوروس على موقع أوليمبيديا (الإنجليزية)